# 실렛
실렛([sɪlet], Bengali: সিলেট, Silet, Sylheti Bengali: ছিলট, Silôţ)은 방글라데시 북동쪽에 위치한 주요 도심으로 실렛주의 주도이다. 바락 계곡의 수르마 강 언덕에 위치하고 있으며, 인구 50만명을 가지고 있는 방글라데시에서 네 번째로 큰 도시이다.
실렛은 벵골에서는 ‘수피스의 도시’ 또는 ‘성자의 도시’로 알려져 있다. 화려한 무덤과 샤흐 잘랄 사원 그리고 벵골에서 가장 숭배를 받는 수피 성자의 사흐 파란의 고향이다. 매년 이곳에서는 샤흐 잘랄의 다르가에 수십만명의 순례자들이 모여들기 때문에 ‘방글라데시의 영적 수도’라는 명성을 획득하고 있다. 실렛은 또한 열대우림과 폭포, 언덕, 강 계곡 등의 자연 환경으로도 유명하다.
방글라데시 차 재배지의 심장에 위치한 실렛은 차 산업의 중추이기도 하다. 많은 실렛 사람들이 오랜 세월에 걸쳐 해외로 유출이 되었고, 따라서 영국의 방글라데시 사회 등지에서 가장 높은 연간 송금액이 방글라데시 내부로 유입된다. 이러한 해외송금은 부동산과 건설이 붐을 일으키는 원동력이 되었다. 실렛은 또한 방글라데시 석유와 가스 부문의 핵심 지역으로 실렛 구에 위치한 매장지에서 방글라데시에서 가장 많은 천연가스를 보유하고 있다.
역사적으로 실렛은 벵골과 아삼의 다양한 왕국과 이슬람 왕국의 일부기도 하였다. 영국 통치 하에서는 북동부 인도 내의 전략적으로 중요한 구릉 주둔지이기도 하였다. 1878년과 1947년 사이에 식민지 아삼의 일부였다. 인보 분할 직전, 실렛 사람들은 동벵골을 합병하자는 투표에 찬성표를 던졌다. 또한 이곳은 방글라데시 분리 운동의 중심지가 되었으며, 무크티 바하니 같은 많은 민주주의 투사들을 배출해 냈다.
벵골의 북동부 변경으로, 실렛은 뚜렷한 벵골 문화의 정체성을 발전시켰다. 여기에는 벵골의 방언과 실렛 요리 뿐만 아니라 벵골 내의 다신교를 경축하는 실렛 신화를 포함하고 있다. 벵골의 위대한 시인이자 아시아 최초의 노벨 문학상 수상자인 라빈드라나트 타고르는 이러한 전통과 특히 시와 하손 라자의 노래로부터 영감을 얻었다.

## 기후
| 실렛의 기후                                                        | 실렛의 기후 | 실렛의 기후 | 실렛의 기후  | 실렛의 기후  | 실렛의 기후  | 실렛의 기후  | 실렛의 기후  | 실렛의 기후  | 실렛의 기후  | 실렛의 기후 | 실렛의 기후 | 실렛의 기후 | 실렛의 기후   |
| 월                                                                 | 1월         | 2월         | 3월          | 4월          | 5월          | 6월          | 7월          | 8월          | 9월          | 10월        | 11월        | 12월        | 연간          |
| ------------------------------------------------------------------ | ----------- | ----------- | ------------ | ------------ | ------------ | ------------ | ------------ | ------------ | ------------ | ----------- | ----------- | ----------- | ------------- |
| 역대 최고 기온 °C (°F)                                             | 34.5 (94.1) | 35.0 (95.0) | 38.8 (101.8) | 40.5 (104.9) | 38.2 (100.8) | 39.6 (103.3) | 38.4 (101.1) | 37.9 (100.2) | 38.3 (100.9) | 37.2 (99.0) | 35.3 (95.5) | 31.3 (88.3) | 40.5 (104.9)  |
| 일평균 최고 기온 °C (°F)                                           | 25.6 (78.1) | 28.2 (82.8) | 31.2 (88.2)  | 31.5 (88.7)  | 31.4 (88.5)  | 31.6 (88.9)  | 32.2 (90.0)  | 32.5 (90.5)  | 32.3 (90.1)  | 31.8 (89.2) | 29.7 (85.5) | 26.8 (80.2) | 30.4 (86.7)   |
| 일일 평균 기온 °C (°F)                                             | 18.4 (65.1) | 20.8 (69.4) | 24.3 (75.7)  | 26.0 (78.8)  | 26.8 (80.2)  | 27.6 (81.7)  | 28.0 (82.4)  | 28.2 (82.8)  | 27.9 (82.2)  | 26.7 (80.1) | 23.3 (73.9) | 19.7 (67.5) | 24.8 (76.6)   |
| 일평균 최저 기온 °C (°F)                                           | 9.8 (49.6)  | 12.4 (54.3) | 17.4 (63.3)  | 21.2 (70.2)  | 23.0 (73.4)  | 24.8 (76.6)  | 25.3 (77.5)  | 25.3 (77.5)  | 24.8 (76.6)  | 22.3 (72.1) | 16.6 (61.9) | 11.8 (53.2) | 19.6 (67.3)   |
| 역대 최저 기온 °C (°F)                                             | 3.4 (38.1)  | 8.8 (47.8)  | 11.5 (52.7)  | 14.0 (57.2)  | 18.0 (64.4)  | 18.0 (64.4)  | 19.3 (66.7)  | 22.3 (72.1)  | 20.5 (68.9)  | 16.5 (61.7) | 13.4 (56.1) | 8.0 (46.4)  | 3.4 (38.1)    |
| 평균 강수량 mm (인치)                                              | 7 (0.3)     | 38 (1.5)    | 127 (5.0)    | 382 (15.0)   | 590 (23.2)   | 795 (31.3)   | 723 (28.5)   | 609 (24.0)   | 496 (19.5)   | 201 (7.9)   | 25 (1.0)    | 10 (0.4)    | 4,003 (157.6) |
| 평균 강수일수 (≥ 1 mm)                                             | 1           | 3           | 7            | 15           | 22           | 26           | 28           | 26           | 20           | 10          | 2           | 1           | 161           |
| 평균 상대 습도 (%)                                                 | 75          | 68          | 68           | 76           | 81           | 87           | 87           | 86           | 86           | 83          | 77          | 75          | 79            |
| 평균 월간 일조시간                                                 | 212.2       | 210.6       | 223.2        | 196.1        | 178.6        | 121.9        | 132.8        | 145.1        | 148.7        | 218.9       | 242.9       | 238.0       | 2,269         |
| 출처 1: 미국 해양대기청 (평균값: 1991년~2020년, 극값: 1952년~현재) |             |             |              |              |              |              |              |              |              |             |             |             |               |
| 출처 2: 방글라데시 기상청 (상대습도: 1981년~2010년)                |             |             |              |              |              |              |              |              |              |             |             |             |               |

## 자매 도시
- 튀르키예 콘야
- 요르단 암만
- 영국 루턴
- 영국 세인트 알반스